# بن‌ایولا (آلاباما)
بن‌ایولا (به انگلیسی: Benevola) یک منطقهٔ مسکونی در ایالات متحده آمریکا است که در شهرستان پیکنز، آلاباما واقع شده‌است. بن‌ایولا ۶۱ متر بالاتر از سطح دریا قرار دارد.